# Ian Kemish

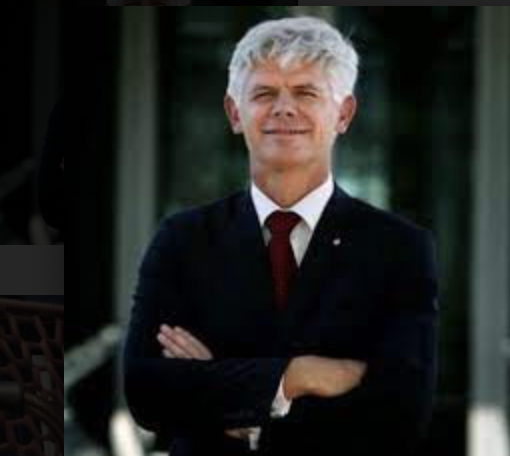
Ian Kemish, 2022

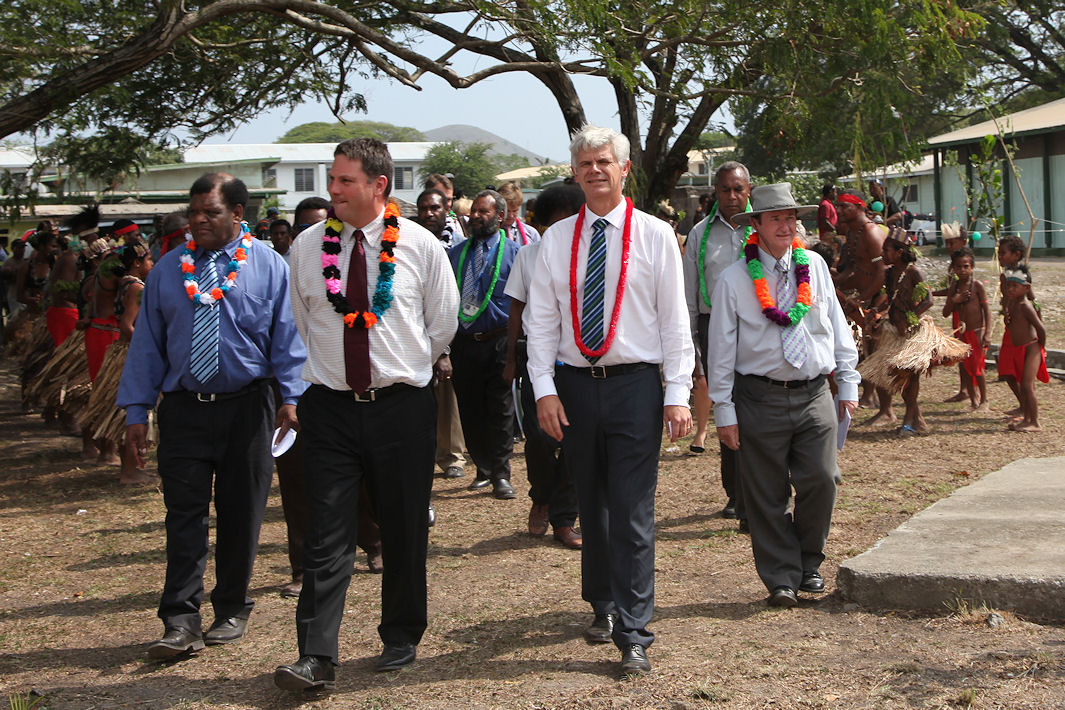
Ian Kemish (Mitte rechts), 2010 in Papua-Neuguinea

Ian Kemish AM (* 1961 in England) ist ein australischer Diplomat.

## Leben
Kemish wurde in England geboren und wuchs als Kind in Papua-Neuguinea auf. In Port Moresby besuchte er auch die Grundschule. An der Universität Queensland erwarb er einen Bachelor in internationalen Beziehungen und südostasiatischer Geschichte. Im Anschluss arbeitete er ab 1988 für das australische Außenministerium und trat in den diplomatischen Dienst Australiens ein. Für drei Jahre war er als Botschaftsrat bzw. stellvertretender Botschafter Australiens in Österreich in Wien eingesetzt. Im Dezember 2004 wurde er erster stellvertretender Sekretär beim australischen Ministerpräsidenten und dem australischen Kabinett. Diese Funktion hatte er bis 2005 inne. Er arbeitete dabei insbesondere an Fragen der australischen Beziehungen zum asiatisch-pazifischen Gebiet. Ab April 2006 war er australischer Botschafter in Deutschland, der Schweiz und Liechtenstein. Es folgte ab dem 1. Februar 2010 ein Einsatz als australischer Hochkommissar in Papua-Neuguinea mit Sitz in Port Moresby. Diese Funktion hatte er bis 2013 inne. Es schloss sich eine Tätigkeit als Berater eines global agierenden Rohstoffunternehmens an. Außerdem wirkt er als außerordentlicher Professor für Geschichte an der Universität Queensland.
Kemish ist verheiratet und Vater zweier Töchter. Neben Englisch spricht er auch Deutsch, Tok Pisin und Indonesisch.

## Auszeichnungen
Im Oktober 2003 wurde Kemish für das Management der australischen Reaktion auf den Anschlag von Bali 2002 zum Mitglied des Order of Australia ernannt.